# Chatino (volk)
De Chatino (Chatino: Cha´cña of Kitse Cha'tño) zijn een indiaans volk woonachtig in de staat Oaxaca in Mexico. Er leven 60.003 Chatino in Mexico.
Hoewel hun leefgebied rijk is aan natuurlijke hulpbronnen, zijn de Chatino vooral een landbouw volk. Zij verbouwen onder andere maïs, bonen, pompoenen, chilipepers en voor de export koffie. De Chatino zijn ook bekend om hun textielvervaardiging.
De Chatino spreken Chatino, een taal uit de Oto-Manguetaalfamilie en de meest naaste verwant van het Zapoteeks. Het Chatino is een toontaal en staat bekend als bijzonder moeilijk. 'Chatino' betekent dan ook 'moeilijke taal'.